# Acordul Averescu-Racovski
Acordul Averescu-Racovski reprezintă un acord de încheiere a conflictului militar existent între Guvernul României și organele revoluționare din Odesa (Colegiul Superior Autonom, RUMCEROD). Acordul între cele două părți a fost semnat în perioada 20 februarie/5 martie 1918–23 februarie/8 martie 1918. Din partea României a semnat generalul Alexandru Averescu, în calitate de prim-ministru și de ministru al afacerilor externe, iar din partea organelor revoluționare ruse activistul politic dr. Cristian Racovski.
În respectiva epocă, guvernul sovietic de la Petrograd a considerat conflictul ruso-român ca fiind o chestiune de politică externă a Republicii Sovietice Ruse. Ca urmare, l-au  însărcinat prin intermediul lui Lev Troțki, comisar al afacerilor străine, pe Cristian Racovski cu puteri depline în Ucraina, pentru a se ocupa de conflictul dintre ruși și români. Acesta a fost trimis la Odesa, unde a început o serie de operațiuni polițienești împotriva românilor refugiați în oraș, din calea trupelor Puterilor Centrale. Presiuni au început de asemenea să fie exercitate și din partea organelor bolșevice ucrainene, cu sediul la Kiev.
După ce la 25 ianuarie/7 februarie 1918, soldații români au ocupat orașul Bender încercând apoi să treacă Nistrul la 26 ianuarie/8 februarie 1918, s-au deschis tratativele de pace. Scopurile realizării unui acord între România și Rusia Sovietică au fost legate de aplanarea, respectiv închiderea conflictul armat dezvoltat în perioada 1917–1918 între România și Rusia. Acest fapt, s-a circumscris unui context în care pentru Regatul României au fost importante atât ameliorarea situației românilor arestați de RUMCEROD la Odesa, cât și a situației generale prin măsuri specifice ca: asigurarea spatelui Armatei române în eventualitatea reluării ostilităților cu Puterile Centrale printr-o pace în est și prin securizarea depozitelor de materiale ale Armatei Române și de hrană din Basarabia. Pentru organele sovietice a fost importantă părăsirea Basarabiei a armatei române. Un rol notabil în desfășurarea negocierilor l-a avut colonelul canadian Joseph Whiteside Boyle, solicitat atât de ruși cât și de români să mijlocească pacea.
În timpul negocierilor Ofensiva austro-ungară din Ucraina a determinat o situație catastrofală a sovietelor, ceea ce a flexibilizat partea rusă. Consecința a fost că, acordul s-a finalizat și s-a semnat chiar dacă potrivit lui Racovski autoritățile bolșevice se opriseră „la jumătatea drumului” în ceea ce privește interesele lor în Basarabia. În ceea ce privește partea română, termenii acordului au corespuns viziunii proprii de politică externă a lui Averescu, care și-a exprimat rezerve în ceea ce privește oportunitatea unirii Basarabiei cu România în acel moment. Pătrunderea rapidă în zona Odesei a trupelor Puterilor Centrale a făcut acordul inoperant, deoarece el nu a mai ajuns să fie aplicat, cu excepția clauzei propriu-zise de armistițiu. Pe de altă parte, nefiind părtașă la semnarea acordului, Republica Democratică Moldovenească a fost liberă să-și decidă singură viitorul
Semnat în condiții complexe și dramatice, acest acord a conținut numeroase vicii de formă și de fond. Diplomația română a considerat viciile sale de fond precum și evoluția ulterioară a situației, drept factori care au pus în discuție prevederile acestuia. De asemenea, a existat o discordanță majoră între pozițiile diplomațiilor română și sovietică legată de modul de interpretare al primului articol al acordului, recte al clauzei teritoriale cu referire la angajamentul ca Armata Română să părăsească Basarabia într-un interval de 2 luni, cu excepția a 10.000 de soldați necesari pentru paza depozitelor române și a căilor ferate. Alte controverse s-au declanșat cu referire la existența în acord a termenului de „ocupație românească în Basarabia”, precum și la caracterul său, etichetat de către români ca militar sau tehnic și ca politic, de către sovietici. Acordul a fost de altfel speculat ulterior pe plan extern de către de propaganda sovietică pentru a submina legitimitatea apartenenței Basarabiei la statul român.
Independent de existența acestui acord, regimul de la Moscova ar fi contestat în continuare Unirea Basarabiei cu România și ar fi profitat oricum de orice ocazie pentru a reanexa interfluviul pruto-nistrean. De asemenea, natura cu totul specială a regimului bolșevic, adept al „revoluției mondiale” sprijinită inclusiv prin metode violente, ar fi făcut oricum imposibilă stabilirea de relații normale ruso-române. Acest fapt, s-ar fi concretizat cu atât mai mult cu cât Regatul României, în calitate de vecin direct, a fost unul dintre obiectivele preferate ale conducerii de la Moscova în ceea ce privește destabilizarea „ordinii burgheze”.

## Contextul

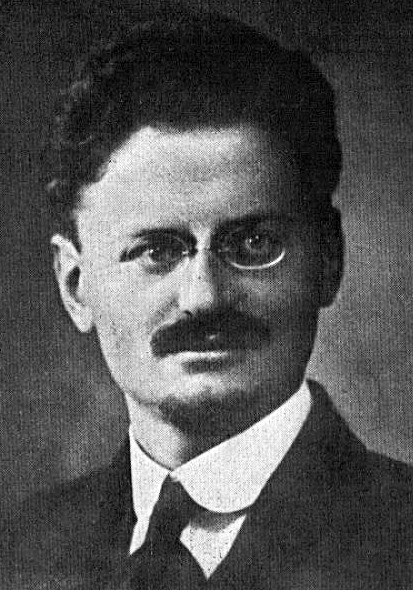
Lev Troțki în 1918 (anul în care l-a delegat cu puteri dictatoriale pe Racovski, la Odesa)

Guvernul sovietic din Petrograd a considerat conflictul ruso-român ca fiind o chestiune care depășește interesele limitate locale ale RUMCEROD din Odesa și care a căzut în sfera de competență a comisarului afacerilor străine Lev Troțki, fiind o chestiune de politică externă a Republicii Sovietice Ruse. Troțki l-a însărcinat cu puteri depline în Ucraina pe Cristian Racovski și l-a trimis pe acesta la Odesa pentru a se ocupa de conflictul dintre ruși și români. Ajuns la Odesa, Racovski a instalat sub președinția sa drept guvern local un Colegiu Suprem Autonom.[A]

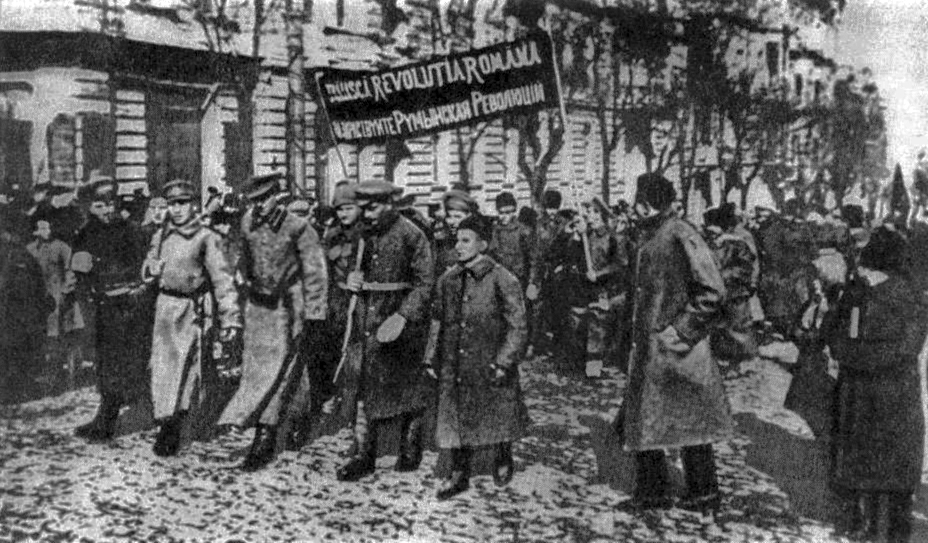
Voluntari români prosovietici mărșăluind pe străzile Odesei în ianuarie 1918

La sfârșitul anului 1917 RUMCEROD[B] a trecut sub control bolșevic. Comitetul a început să acționeze sub președinția lui Vladimir G. Iudovski și sub  conducerea reală a lui Cristian Racovski, pentru instaurarea puterii sovietice,  inclusiv în Basarabia și România. Activitatea lui Racovski a fost  în această perioadă îndreptată cu precădere împotriva guvernanților din Regat. Instalat la Odesa în ianuarie 1918, un Consiliu Suprem a preluat competența   afacerilor  româno-ruse și a fost destinat să înlocuiască RUMCEROD.
Un număr de note ale RUMCEROD în care se solicita  ca România să-și retragă trupele din Basarabia împreună cu cererea de mediere a Aliaților în conflictul dintre organul revoluționar și Regat, au fost remise de către Comitetul în cauză către guvernul României. În aceeași perioadă în care a început să trimită note ultimative guvernului de la Iași, solicitând peste puterile sale de acțiune să-i fie îndeplinite diverse cereri de ordin politic și militar, Racovski a început o serie de operațiuni polițienești împotriva românilor din Odesa.
În porturile aflate în sudul Rusiei s-au aflat în acea epocă un amestec de refugiați și dislocați români, incluzând un număr mare de membrii ai forțelor armate, trupe terestre, marinari și muncitori din stabilimentele civile sau militare, fabrici, șantiere sau ateliere ale armatei ori rechiziționate. Acestea fuseseră evacuate în perioada de panică – mai ales în august 1917 când rușii după Bătălia de la Mărășești și-au manifestat intenția de a părăsi frontul. Tot în zonă, mai existau de asemenea depozite de muniții, vase maritime și fluviale militare sau de comerț, șlepuri ori remorchere românești. De asemenea, evacuările făcute oficial de către guvernul român sau cele realizate din proprie inițiativă, creaseră o importantă colonie română în orașele Rusiei meridionale. Se aflau aici parlamentari, înalți magistrați și funcționari, membrii comisiilor de aprovizionare și de colaborare cu autoritățile ruse, ofițeri superiori, gărzi militare, refugiați ardeleni și un mare număr de persoane particulare. Românii deschiseseră aici sucursale bancare, întreprinderi și rețele comerciale, iar în unele orașe, licee românești cu profesori aduși din țară. 
Intervenția Armatei Române în Basarabia și dezarmarea formațiunilor înarmate ale RUMCEROD-ului din teritoriul dintre Prut și Nistru a atras din partea guvernului sovietic o replică dură. Aceasta a mers de la arestarea la 1/14 ianuarie 1918 a ministrului României la Petrograd, Constantin Diamandi, și a membrilor Misiunii Militare Române aflați  în funcție  până la confiscarea Tezaurului și ruperea relațiilor diplomatice cu România din 13/26 ianuarie 1918. În aceeași zi Consiliul Comisarilor Poporului al Republicii Sovietice Ruse a constatat starea de război între România și Rusia.
Ruperea relațiilor diplomatice cu statul sovietic și inaugurarea unei stări conflictuale de facto cu acesta, într-un context în care teritoriul statului român rămas liber era deja înconjurat de inamic din trei părți, a constituit un eveniment de o excepțională gravitate într-un moment în care inamicul principal căuta să impună o pace de capitulare.

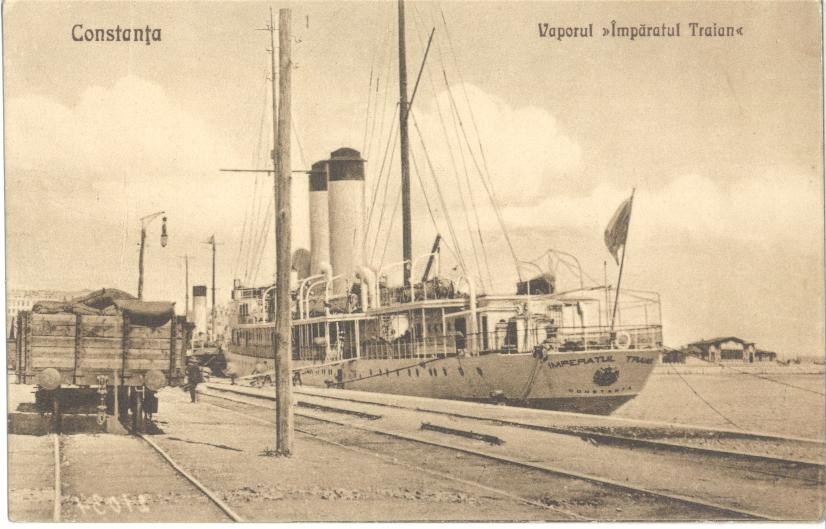
Pe nava Împăratul Traian – aflată în acele timpuri la Odesa - au fost ținuți în detenție o parte dintre demnitarii români în anul 1918

După ruperea relațiilor cu guvernul rus, românii din orașele aflate în sudul Rusiei au încercat să se îndrepte spre țară, în Odesa adunându-se cea mai mare parte dintre românii din celelalte localități. Printre aceștia s-au aflat înalți demnitari, foști miniștri, generali, înalți funcționari însărcinați cu misiuni speciale,senatori, deputați etc. Pentru o perioadă orașul a fost pradă războiului civil declanșat între ucraineni și ruși și, după ce bolșevicii susținuți de Flota Mării Negre au câștigat controlul localității, au început represaliile împotriva suspecților și adversarilor.
La 23 ianuarie/5 februarie 1918 Comitetul Executiv Central al RUMCEROD s-a declarat în stare de război cu România. și RUMCEROD-ul i-a arestat pe fruntașii coloniei române în noaptea de 23 spre 24 /5 spre 6 februarie, cu scopul de a-i deține ca ostateci de război. Eliberarea acestora s-a făcut după tratative prin care aceștia s-au angajat să servească drept mijlocitori între guvernul român și Ucraina bolșevică, cu scopul de a mijloci o înțelegere cu guvernul de la Petrograd. O delegație româno-ruso-americană a plecat la Iași pentru a angaja convorbiri cu noul guvern Averescu.
În cursul lunii februarie 1918 ca efect la acțiunii RUMCEROD – aflat sub conducerea lui Racovski, un număr mare de refugiați români din Odesa au fost arestați la ordinele acestuia, incluzând un mare număr de deputați și ofițeri din Regat. Aceștia au fost amenințați cu deportarea sau executarea și au fost deținuți în condiții mizerabile laolaltă cu oficialii români arestați în ianuarie 1918 la Chișinău.
Intrarea trupelor române în Basarabia nu ar fi putut fi acceptată de RUMCEROD, care împreună cu Înalta comisie pentru Combaterea Contrarevoluției Române și Ucrainene a urmărit împiedicarea mișcărilor naționale din respectivele teritorii, precum și instaurarea unor regimuri bolșevice în Basarabia și Ucraina. Deși acțiunea celor două organisme a fost motivată propagandistic în sensul apărării intereselor cetățenilor ruși din Basarabia, măsurile luate împotriva cetățenilor români de la Odesa au avut scopul de a face ca guvernul român să-și retragă trupele, astfel încât în absența lor sovietele să poată interveni cu scopul orientării politicii interne basarabene în direcția unui regim bolșevic.

## Negocierile
Negocieri inițiale pentru a fi salvate bunurile și persoanele aflate la stânga Nistrului au fost începute sub auspiciile guvernului Brătianu, iar cabinetul Averescu le-a continuat cu ambele autorități din Odesa, atât cu Colegiul Autonom, cât și cu RUMCEROD-ul. Un rol foarte important a revenit conform lui Petre Otu lui Constantin Argetoianu, ai cărui părinți se aflau la Odesa. Tratativele au fost duse prin intermediul consulilor aliați de la Odesa și prin misiunile militare aliate. Un rol foarte important l-a avut colonelul canadian Joseph Whiteside Boyle, printre intermediari numărându-se și emisarul francez Arquier.
Boyle, solicitat atât de ruși cât și de români să mijlocească pacea, a făcut de câteva ori drumul de la Odesa la Iași și înapoi cu avionul, reușind să intervină cu succes în finalizarea acordului[C] privitor la prizonieri și ostatici.

### Preambulul
Odată arestați la Odesa, parlamentarii români au fost aduși în fața plenului RUMCEROD aflat sub președinția lui Vladimir. G. Iudovski pentru a li se propune rezolvarea diferendului ruso-român printr-un arbitraj, în caz contrar urmând a se ajunge la represalii asupra ostatecilor. Ca urmare a disponibilității parlamentarilor români de inițiere a unor tratative, acestora li s-a oferit pe perioada negocierilor o libertate limitată în aria teritorială a Odesei, aceștia urmând a avea însă în continuare calitatea de ostateci.
Conform memoriilor senatorului Grigore Procopiu, aflat și el printre ostateci, la început preocuparea primordială a RUMCEROD nu a fost ocuparea Basarabiei de către români, ci teama bolșevicilor de o eventuală invazie a Ucrainei de către trupele române, pentru a se amesteca în războiul civil aflat în derulare. Conform acestuia, din discuțiile prealabile oficioase a rezultat faptul că chestiunea Basarabiei era poate în acel moment, doar un obiect de compensații la tratative. Succesiv respectivelor discuții prealabile, marea majoritate a parlamentarilor aflați ostateci au formulat în scris un răspuns către RUMCEROD. Ulterior s-a căzut de acord asupra unei comisii mixte formată din câte 1-2 membri ai Parlamentului român și respectiv ai RUMCEROD, precum și dintr-un englez sau american din Odesa agreat de către ambele părți, care să plece la Iași pentru a supune Guvernului României aranjamentul propus de ruși.
Propunerile din acest aranjament inițial priveau ca, România să nu se amestece în afacerile de politică internă ale Rusiei și în luptele ei civile interne și să-și retragă trupele din Basarabia, după asigurarea definitivă și completă a depozitelor ei de aici. În contrapartidă, guvernul revoluționar de la Odesa ar fi urmat să asigure Guvernului României toate transporturile de care acesta ar fi avut nevoie, să restituie toate depozitele și bunurile sechestrate, inclusiv vasele comerciale sau de război reținute sau capturate. Toate diferendele existente ar fi urmat să fie supuse rezolvării pe cale amiabilă, unei comisii mixte ruso-româno-americană. Au fost desemnați în comisie, inițial din partea românilor, deputatul Grigore Iunian și senatorul I. Grădișteanu, acesta din urmă renunțând însă de a mai pleca.

### Primele poziții

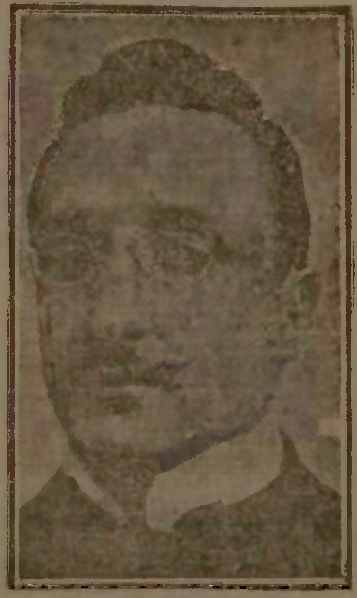
Decanul corpului diplomatic acreditat la Iași, baronul Carlo Fasciotti

Negocierile cu autoritățile române aflate la Iași, au fost demarate prin intermediul reprezentanței diplomatice a Italiei. O primă propunere a fost astfel trimisă de la Odesa de către consulul Italiei, către omonimul său italian de la Iași Carlo Fasciotti, decan al reprezentanților diplomatici. La 20 ianuarie/ 2 februarie Fasciotti în răspunsul său, a asigurat că va examina problema în spiritul echității, solicitând concomitent respectarea legilor ospitalității față de români. În 23 februarie/5 ianuarie consulii din Odesa ai Italiei, României, Greciei, Statelor Unite, Serbiei, Franței și Marii Britanii au remis baronului Fasciotti propunerile RUMCEROD. În aceeași zi Ion Grecianu – consul al Regatului României la Odesa, a informat guvernul României că o delegație de parlamentari români a plecat în înțelegere cu RUMCEROD de la Odesa spre Iași, pentru a arăta situația amenințătoare pentru colonia română din oraș. Comisia a plecat spre Iași, găsind acolo cabinetul Brătianu înlocuit de către cel al generalului Averescu.
În propuneri era inclus acordul pentru formarea unei comisii mixte din delegații săi, ai consulatului român din Odesa și ai unor reprezentanți ai consulatelor țărilor neutre. Respectiva comisie ar fi urmat să se deplaseze în Basarabia pentru a investiga cazurile de maltratare ale soldaților ruși. În mod special RUMCEROD a evidențiat că era obligat să ia toate măsurile necesare pentru a salvgarda interesele cetățenilor ruși.
O altă comisie ar fi urmat să examineze și să negocieze cu guvernul român subiectul ocupării teritoriului dintre Prut și Nistru de către Armata Română Sediul respectivei comisiei mixte ar fi urmat să fie la Chișinău și pe timpul desfășurării lucrărilor acesteia soldații români ar fi urmat să fie retrași pe malul drept al Nistrului, urmând să înceteze orice activitate militară sau deplasare. 
De asemenea, în chestiunile puse pe tapet de RUMCEROD se regăseau rațiunea intrării trupelor române în Basarabia, înțelegerea dintre Sfatul Țării și guvernul român cu referire la drepturile și puterile trupelor românești în teritoriul basarabean, legile care se vor aplica de către autoritățile române  în același teritoriu (cele rusești sau cele românești)și autoritatea care va lua o decizie în ceea ce privește retragerea trupelor române.
Date fiind situația din Odesa și pericolele existente la adresa consulatului român, diplomații aliați au rugat ambasada Italiei să comunice tuturor ambasadelor de la Iași respectivele propuneri și să încerce să răspundă cât mai rapid.
După ce la 25 ianuarie/7 februarie 1918 soldații români au ocupat orașul Bender, au eșuat să treacă Nistrul a doua zi ca urmare a opoziției trupelor Republicii Sovietice Odesa.
În aceeași zi 26 ianuarie/8 februarie 1918 au început tratative de pace între România și Rusia Sovietică, Fasciotti într-o telegramă trimisă la Odesa, rugându-l pe omonimul său italian să comunice RUMCEROD că toate propunerile sale erau acceptate. De asemenea, baronul a exprimat în numele ambasadorilor Puterilor Aliate aflați la Iași, convingerea că RUMCEROD va lua măsuri pentru garantarea drepturilor supușilor români din oraș.
Litigiul principal din punct de vedere al generalului Averescu era schimbul de prizonieri, astfel că chiar înainte de începerea negocierilor, generalul a cerut punerea în libertate a supușilor români din Odesa.
În principiu, autoritățile de la Iași admiteau constituirea unei comisii formate din trei reprezentanți guvernamentali români, trei ai RUMCEROD și trei ai misiunilor aliate – care să ancheteze fapte care au aut loc pe teritoriul românesc. Faptele petrecute în Basarabia însă, ar fi urmat să fie analizate de către comisia aflată în curs de constituire la Chișinău.
În același timp, un armistițiu a fost semnat din partea României de către colonelul Rădulescu și căpitanul Victor Cădere și guvernul român l-a trimis pentru a trata la Odesa cu bolșevicii, pe Raul Crăciun.
Răspunsul de la Iași, deși a fost considerat satisfăcător de către autoritățile revoluționare de la Odesa, nu a fost însă considerat un pas concret în direcția rezolvării crizei, deoarece între timp, guvernul sovietic din Petrograd a considerat conflictul ruso-român ca fiind o chestiune care depășește competența RUMCEROD din Odesa și întră în sfera de competență a resortului afacerilor externe a Republicii Federative Ruse. Împuternicit cu depline puteri în acest sens a fost numit Cristian Racovski, care a alcătuit la Odesa un colegiu ruso-român.

### Medierea
Încurajat de succesul temporar al intrării trupelor bolșevice în Kiev și de susținerea guvernului de la Petrograd, RUMCEROD a dat un ultimatum cabinetului de la Iași. Printre cereri au figurat: retragerea trupelor române din Basarabia, restituirea bunurilor armatei ruse și libertatea pentru trupele acesteia de a trece din România spre teritoriul basarabean, extrădarea generalului Șcerbaciov și amnistierea dezertorilor români Ultima dintre condiții, conform senatorului Grigore Procopiu era pur și simplu inacceptabilă, constituind un amestec în drepturile de suveranitate ale statului român). RUMCEROD a avut o tentativă de a încredința căpitanului Rechatzammer din Misiunea Militară Franceză condițiile, dar acesta a declinat cererea în condițiile în care mandatul său nu prevedea decât crearea unei comisii mixte, necesare clarificării aspectelor diverse ale prezenței trupelor române în Basarabia și Moldova.
Răspunsul guvernului român, la ultimatumul dat de Racovski, a fost reprezentat de un contra-ultimatum energic. După ce la 3/16 februarie 1918 consulul român la Odesa împreună cu personalul reprezentanței au fost expulzați, în clădirea Consulatului General al Regatului României s-a instalat Racovski. Împotriva coloniei române au avut loc violențe, fiind arestați românii mai însemnați: militari, parlamentari, demnitari, funcționari sau chiar personalități particulare marcante, în special dintre cele cu avere. Fasciotti a protestat împotriva maltratării ostatecilor români și a nesocotirii tratativelor, iar din partea misiunilor franceză și engleză a intervenit o ofertă de mediere. Ca atare noi condiții au fost trimise prin intermediul colonelului Boyle din partea Congresului Superior Autonom al RUMCEROD, în data de 11/24 februarie 1918. Este de menționat că exista un context caracterizat de o confuzie generală și o dinamică foarte rapidă a evenimentelor, iar autoritățile de la Iași nu au avut o percepție clară asupra RUMCEROD și a autorității acestuia, ori a legăturilor sale cu Petrogradul și Moscova.
| Răspunsul Congresului Superior Autonom al RUMCEROD din Odesa din 11/4 februarie 1918 1. Guvernul român se angajează a face o declarație formală privind evacuarea progresivă a Basarabiei de către armatele de ocupație române. În primul rând se vor evacua Benderul și Sebriani. Armatele de ocupație române trebuie să fie reduse în intervalul celor două luni la un detașament de 10 mii de oameni, al căror serviciu va consta în paza depozitelor române și a căilor ferate. 2. Poliția în orașe și sate va fi încredințată, din acest moment, miliției locale, formată din locuitorii țării. Pe măsura evacuării armatelor române, forțele militare rusești necesare pentru menținerea ordinii, vor ocupa punctele evacuate. 3. Comandamentul militar român renunță la orice amestec în viața interioară și politică a Basarabiei. El nu va putea să ordone arestări și nici să exercite funcțiuni care aparțin autorităților locale alese. 4. România se angajează de a nu întreprinde ostilități militare sau de altă natură și nici de a susține ostilități întreprinse de alții contra federației Sovietelor Ruse. 5. Produsele Basarabiei care nu vor fi necesare pentru întreținerea populației locale și a detașamentelor militare rusești din Basarabia sunt rezervate exclusiv pentru aprovizionarea României. 6. O comisiune compusă din reprezentanții Rusiei, României, Franței, Angliei și Statelor Unite vor judeca și rezolva toate cazurile de litigiu între Rusia și România. 7. În cazul când armata română se va vedea obligată a efectua retragerea sa pe teritoriul Rusiei, ea va găsi acolo refugiu și aprovizionare. 8. În acțiunea militară paralelă contra Puterilor Centrale și aliaților lor, se stabilește un contact direct între Comandamentul militar al armatelor sovietice și comandamentul român. | Răspunsul Președintelui Consiliului de Miniștri din România la propunerea RUMCEROD 1. Toate clauzele de mai sus sunt acceptate așa cum au fost expuse, cu excepția condițiunii cuprinsă în clauza I, privind imediata evacuare a Benderului; 2. Cele două părți vor proceda imediat la punerea în libertate a prizonierilor și vor schimba pe toți rușii care sunt prizonieri în România, contra românilor care sunt în Rusia; Primul schimb va trebui să fie executat fără întârziere, redând libertatea generalului Coandă și a adjuncților săi deținuți la Kiev, precum și la toți românii internați la Odessa, dându‑le posibilitatea să se întoarcă în România. În același timp Guvernul Român va da libertatea tuturor rușilor care se găsesc în prezent internați în România. Schimbul trebuie să aibă loc cât mai repede posibil, redând libertatea în fiecare zi la câte 25% din numărul total al prizonierilor, schimbul începând la o dată pe care Rumcerodul va trebui să o fixeze, dar nu mai târziu de 26 februarie/11 martie 1918. 3. Comisiunile interaliate, compuse dintr‑un membru englez, unul francez și unul american, vor fi instituite la Odessa, Kiev, Moscova și Petrograd, la Iași și Galați în România. În toate cazurile de arestări viitoare de ruși în România și de români în Rusia, toate detaliile fiecărei arestări, precum și probele în sprijinul faptelor, vor fi supuse comisiunii celei mai apropiate. În cazul când aceasta declară învinuiri și dovezi insuficiente pentru a putea da ordinul de încarcerare a persoanelor reținute, ea va trebui să‑i pună în libertate în termenul cel mai scurt, sau să‑i trimită în stare de libertate în țara lor. 4. Toate fondurile și materiile prime sesizate la comisiunile interaliate, care fac cumpărături în Rusia pentru români, trebuie să fie restituite imediat acestor comisiuni și materiile prime trimise în România. Comisiunile aliate vor fi autorizate de a cumpăra în Rusia produsele și materiile prime care nu ar putea să fie procurate în Basarabia și care sunt indispensabile populației române. |

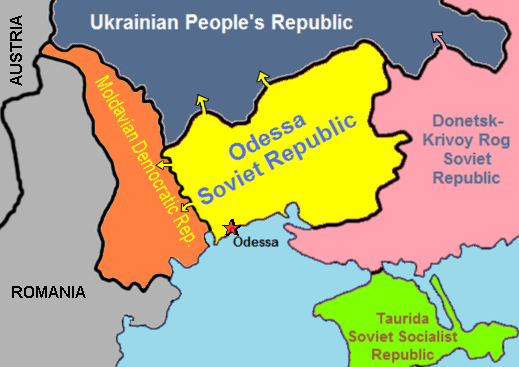
Teritoriul pretins de Republica Sovietică Odesa, la 1 martie 1918, includea Basarabia.

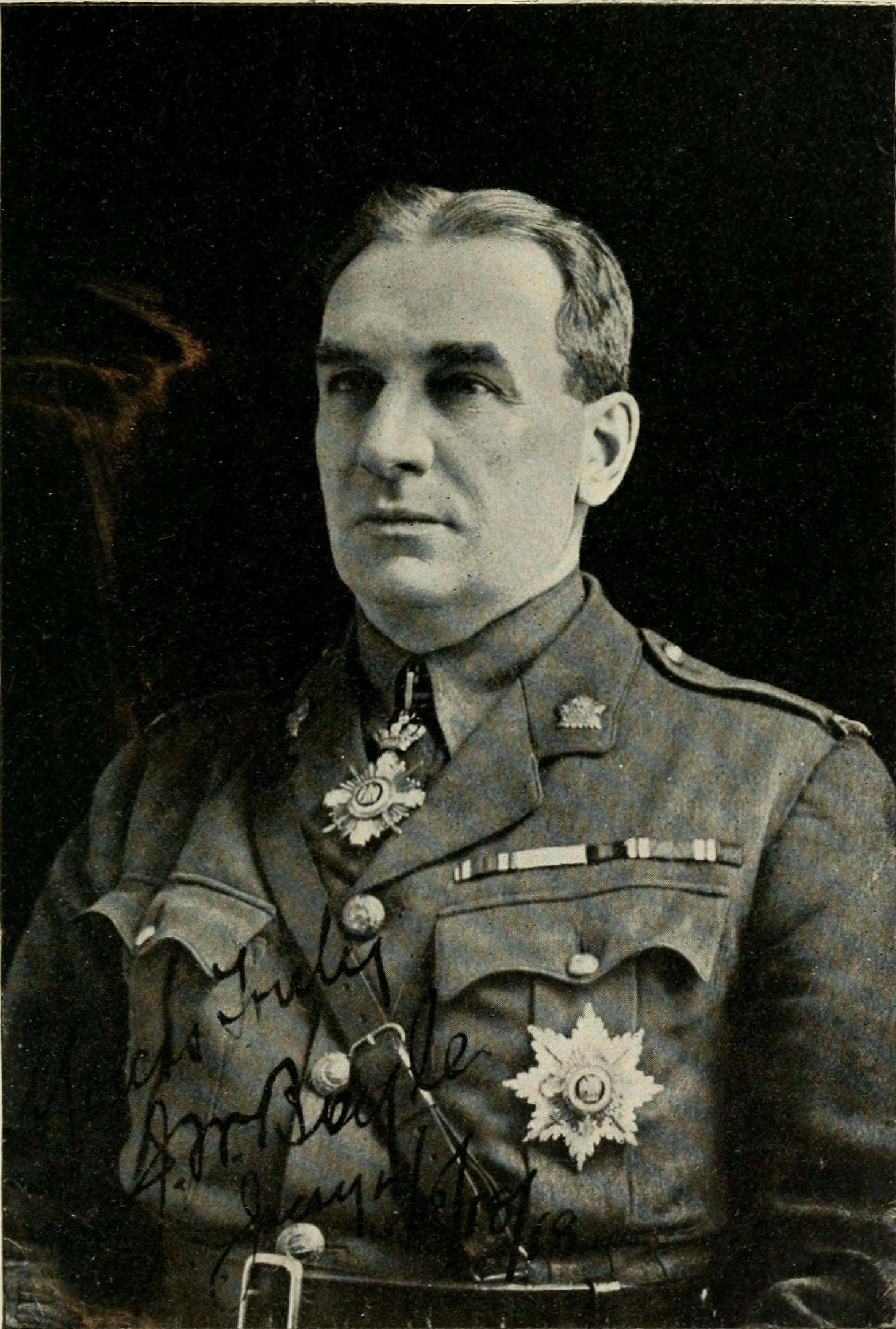
Colonelul Joseph Boyle, care a avut un rol important în negocieri și cel care dus răspunsul final al lui Averescu, la Odesa

Aflat și sub presiunea sovietului de la Kiev care prin intermediul comandantului armatelor bolșevice din regiune – Murariev, la 2/15 februarie a dat un ultimatum de 48 de ore pentru retragerea românilor la vest de Prut, generalul Averescu din poziția de prim-ministru a dorit să amelioreze situația țării printr-o pace în est, să asigure spatele Armatei române în eventualitatea reluării ostilităților cu Puterile Centrale, să securizeze depozitele de materiale ale Armatei Române și de hrană din Basarabia, precum și mai ales să amelioreze situația românilor arestați de RUMCEROD (reprezentat de Cristian Racovski) la Odesa. În calitatea sa de președinte al Consiliului de Miniștri cât și în cea de ministru de externe (funcție pe care a ocupat-o temporar), Averescu a acceptat aproape toate condițiile puse de Racovski. Printre acestea ar fi existat și aceea acceptată de guvernul de la Iași ca Armata Română să evacueze Basarabia în interval de două luni, cu excepția a 10.000 de soldați necesari pazei depozitelor române și a căilor ferate. În privința asumării reale a respectivei evacuări există o dispută nesoluționată încă între istorici. Generalul a acceptat existența în acord și a termenului de „ armată de ocupație română în Basarabia”, motiv pentru care liberalii l-au învinuit mai târziu.

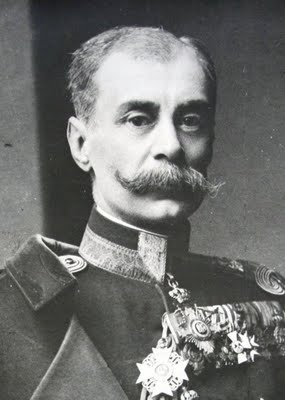
Generalul Constantin Coandă, la acel moment aflat în funcția de conducător al Misiunii Militare Române din Kiev

În cea ce privește răspunsul dat autorităților din capitala Ucrainei – care solicitaseră evacuarea Basarabiei ca și condiție prealabilă normalizării relațiilor ruso-române, Averescu i-a indicat generalului generalului Constantin Coandă să specifice faptul că:
- intrarea trupelor române în Basarabia s-a făcut la cererea formală a guvernului Republicii Democratice Moldovenești, care nu avea forțe proprii și a apelat la Armata Română pentru sprijin.[40]
- scopurile acestora erau atât garantarea securității depozitelor militare destinate Armatei Române precum și celei ruse încă aflate în România, precum și asigurarea unei circulații normale pe căile ferate.[40]

Generalul Coandă, de asemenea, urma să insiste cu diligențele pe lângă autoritățile kievene, astfel încât acesta să se poată întoarce în țară pentru a lua contact cu autoritățile de la Iași cu scopul aplanării neînțelegerilor. Acesta însă  fost împiedicat să plece din capitala Ucrainei și a scăpat de arestare refugiindu-se la consulatul Norvegiei.
Ofensiva austro-ungară din Ucraina a determinat însă o situație catastrofală a sovietelor. La 8/21 februarie 1918 generalul Coandă a informat guvernul român de faptul că trupele austriece se apropiau de Kiev – ceea ce i-a determinat pe bolșevici de acolo să fie mai concilianți.

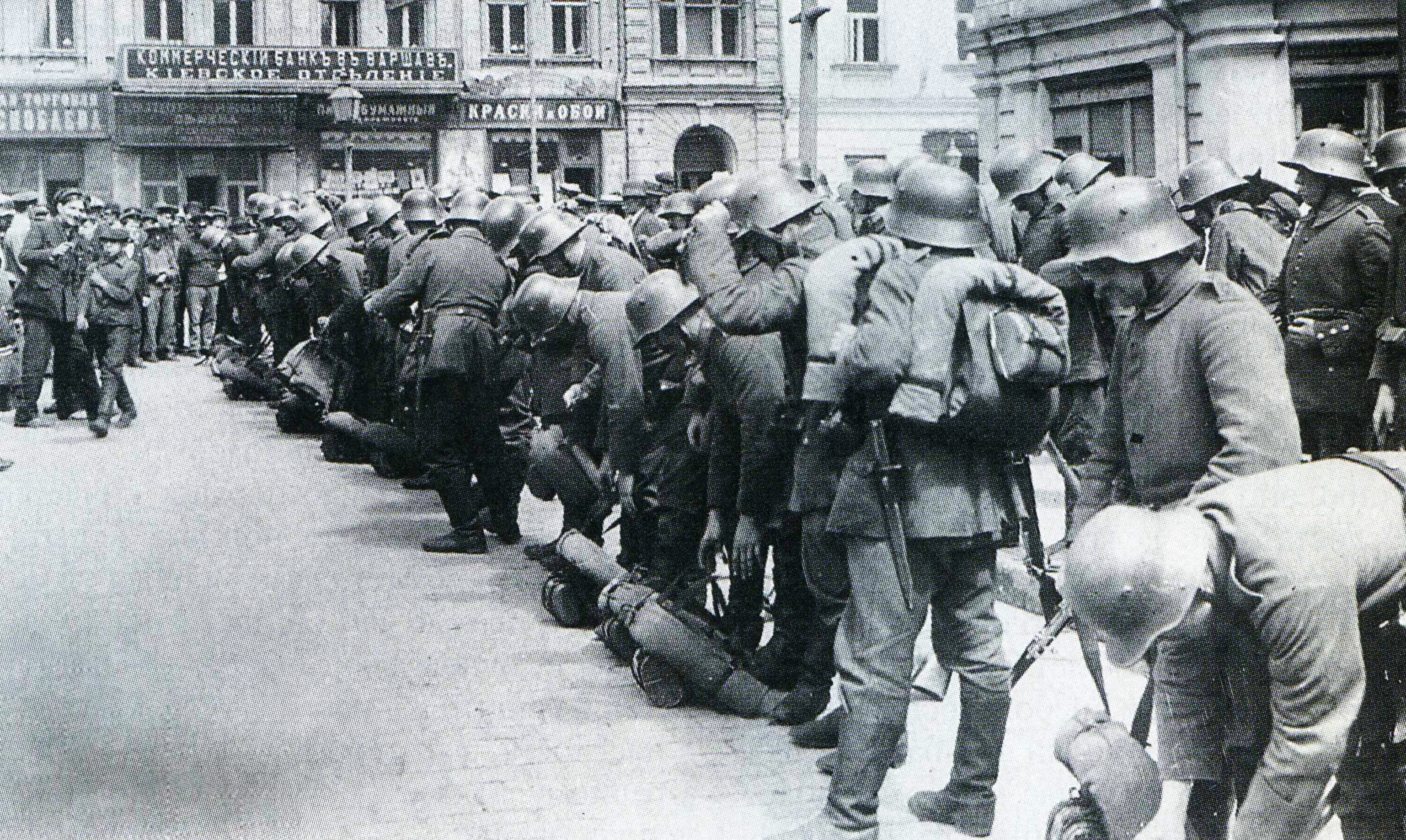
Trupe germane în Kiev în martie 1918

Autoritățile de la Odesa au apreciat că deși se aflau – conform lui Racovski „la jumătatea drumului”, totuși Basarabia urma să fie evacuată de către armata română.  De asemenea, colonelul Victor Petin i-a comunicat generalului Constantin Prezan faptul că Muraviev solicita din Kiev ca guvernul român să recunoască faptul că trupele sale au ocupat Basarabia, iar Armata Română să înceteze ostilitățile față de maximaliști, să nu nedepășească linia Nistrului și să continue războiul împotriva Puterilor Centrale. Ocuparea capitalei ucrainene de către trupele germane a pus însă capăt contactelor cu bolșevicii de aici.

### Semnarea acordului
După primirea răspunsului de guvernul român, la data de 20 februarie/5 martie 1918 RUMCEROD a considerat astfel aplanat conflictul armat între România și Rusia,[D] alături de Colegiul Superior Autonom, de Consiliul Comisarilor Poporului din provincia Odessa și de Comitetul Executiv al Sovietelor
„în baza condițiilor propuse și răspunsul de la [11/]24 februarie 1918, precum și în baza modificărilor introduse de guvernul român. Ia de asemenea în considerare declarația verbală a colonelului Boyle ca schimbul de prizonieri să privească pe toți prizonierii fără excepție.”—Extras din procesul verbal al RUMCEROD din 20 februarie/5 martie 1918
și a încheiat un proces-verbal în acest sens. Guvernul României a trimis răspuns Colegiului Suprem Autonom al RUMCEROD precum că respectivul conflict este închis la data de 23 februarie/8 martie 1918. Acordul a fost semnat fără ca Republica Democratică Moldovenească să fie invitată să-l semneze și ea. Odată cu acesta au fost semnate și trei protocoale referitoare la schimbul de prizonieri, la reîntoarcerea soldaților ruși în cazul în care România ar fi făcut pace, la amnistia politică a emigranților și dezertorilor și la evacuarea ținutului Akkerman de către Armata Română.

Două zile mai târziu la 25 februarie/10 martie 1918 în urma cererii lui Boyle, care și-a continuat bunele oficii, Averescu i-a trimis acestuia o scrisoare prin care l-a informat că
„guvernul român va cere, în cursul negocierilor de pace cu Puterile Centrale, ca trupele rusești ce se aflau încă în România să se poată întoarce liber la căminele lor, în baza unor permise de trecere eliberate de autoritățile locale.”
 iar Marelui Cartier General i-a remis un ordin prin care i s-a precizat că drept efect al unei înțelegeri,
„actele de ostilitate din partea maximaliștilor împotriva trupelor noastre vor înceta. Binevoiți vă rog cu onoare a da ordine și din partea trupelor noastre să înceteze orice acțiune agresivă și să nu se recurgă la arme decât în cazul că ar fi atacate”
Semnat în condiții complexe și dramatice, textul a conținut numeroase vicii de formă și de fond, fiind unul controversat.

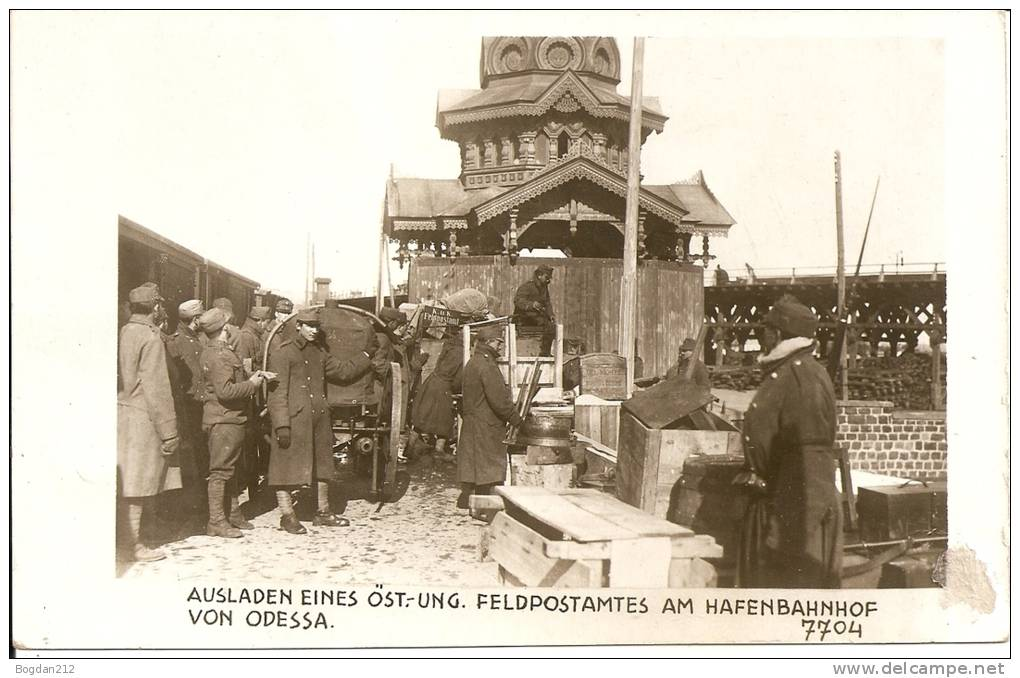
Trupe austro-ungare în portul Odesa în 1918

- Prelungirea Armistițiului de la Focșani în prima rundă de negociere a preliminariilor Păcii de la Buftea pe 20 februarie/5 martie 1918 și ulterior semnarea acestora pe 5/18 martie, s-au asociat cu o clauză secretă în ce privește anexarea Basarabiei: în schimbul dreptului de a transfera trupe prin Basarabia pentru a ocupa Ucraina, Germania a fost de acord cu preluarea de către România a teritoriului dintre Prut și Nistru.[48] Finalizarea Acordului Averescu-Racovski a fost astfel urmată rapid de pătrunderea în zonă a trupelor[49] Puterilor Centrale,[E] ceea ce l-a făcut inoperant,[50] deoarece ca efect al fugii administrației RUMCEROD din Odesa la 27 februarie/ 12 martie, acordul nu a mai ajuns să fie aplicat,[15] el nefiind de altfel ratificat vreodată.[38] Finalizarea negocierilor privind Preliminariile de pace de la Buftea două săptămâni mai târziu a făcut astfel ca acordul să devină caduc, deoarece la acel moment trupele Armatei Roșii se aflau la câteva sute de km de Chișinău și guvernul român făcuse astfel încât să fie sigură permisiunea germanilor de a prelua Basarabia.[5] Clauza secretă a fost de altfel reconfirmată pe 7 mai 1918 prin Tratatul de la București.[48]
- La 5/18 martie 1918 guvernul Averescu a demisionat, fiind înlocuit cu guvernul germanofil Marghiloman.[51]
- De asemenea, nefiind părtașă la semnarea acordului, Republica Democratică Moldovenească a fost liberă să-și decidă singură viitorul.[15]

Este de menționat că la 13/26 martie 1918, când trupele Puterilor Centrale se aflau la porțile Odesei, o parte dintre românii arestați de RUMCEROD în loc să fie duși la Sulina, unde ar fi trebuit să se facă schimbul stabilit, au fost îmbarcați cu forța pe nava Împăratul Traian cu destinația Sevastopol. După un periplu care a inclus îmbarcarea altor câțiva români din Feodosia și tratative cu comitetul revoluționar al marinarilor din Sevastopol, 92 de ostateci au ajuns să fie schimbați la Sulina la 19 martie/1 aprilie-24 martie/5 aprilie 1918 cu 73 de militari ai armatei ruse.

## Efectele

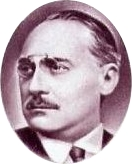
Un critic categoric al Acordului Averescu-Racovski și al consecințelor sale negative asupra pozițiilor României în problema Basarabiei, I. G. Duca

Semnarea acordului cu RUMCEROD a cântărit greu atunci și mai târziu, în ceea ce privește evaluarea guvernului Averescu. Dați fiind termenii acordului, s-a declanșat o furtună politică la Iași chiar și în cadrul structurilor guvernamentale, atunci când termenii acestuia au fost cunoscuți. Textul a fost interpretat de partea sovietică drept un angajament de retragere a trupelor române din Basarabia și, implicit de recunoaștere a autorității RUMCEROD. De asemenea, conform istoricului Octavian Dascăl, semnarea înțelegerii de către guvernul român a fost echivalentul practic al recunoașterii diplomatice indirecte a statului sovietic de către România (prima dintre țările Antantei care a făcut-o).
„...din îndemnul lui Argetoianu – ai cărui părinți erau al Odesa,[F] Averescu cu o ușurință nepermisă a încheiat cu RUMCERODUL, adică de fapt cu Racovski, o convenție în temeiul căreia, în schimbul repatrierii compatrioților noștri, el se obliga sa evacueze în termen de 2 luni Basarabia. Este de neînchipuit ce argument a dat astfel bolșevicilor împotriva noastră, căci mărturiseam noi înșine într-un act oficial, că ocuparea Basarabiei era un act precar, când teza noastră și strigătorul adevăr istoric era ca acest ținut românesc să se reîntoarcă în chip firesc și pentru totdeauna la Patria Mumă, din trupul căreia fusese pe nedrept și cu forța răpit de Rusia țaristă. Mă întreb și astăzi cum a fost cu putință ca generalul Averescu să iscălească un asemenea act ? [...] nu este mai puțin adevărat că această nenorocită greșeală este singurul act prin care Rusia îl poate invoca împotriva noastră în chestia Basarabiei și tare mă tem să nu ne pricinuiască într-o zi mari greutăți.”—I. G. Duca
În apărarea sa, Averescu a susținut că o evacuare a provinciei s-ar fi aflat în cadrul fixat la intrarea Armatei Române în teritoriul respectiv, deoarece în Manifestul publicat de șeful Marelui Stat Major general, s-a afirmat răspicat că odată liniștea și ordinea restabilite în Basarabia, militarii români vor părăsi provincia.
În condițiile existente la acel moment acordul a avut totuși un caracter util, dând României un anumit răgaz pentru a se putea concentra asupra prelungirii armistițiului și a negocierii păcii cu Puterile Centrale.  Guvernele României însă l-au subevaluat negându-i valoarea politică și juridică și, caracterizându-l fie ca unul militar, fie ca unul tehnic. În perioada următoare, existența acestuia a produs totuși efecte: 
- Într-o interpelare în Camera Comunelor din 26 mai 1924, poziția guvernului Marii Britanii față de recunoașterea intrării Basarabiei în componența statului român a fost chestionată din această perspectivă.[57]
- Din moment ce bolșevicii ar fi putut pretinde în mod legal drepturi privind Basarabia în conformitate cu Acordul Averescu-Racovski[58] ca efect al neretragerii armatei române din Basarabia, aceștia au rupt toate relațiile diplomatice cu Regatul României, iar diplomația URSS a considerat că există o stare de război cu România. În toate întâlnirile ulterioare diplomații sovietici au fost agresivi în mod explicit în ceea ce privește problema Basarabiei, atribuindu-i o importanță primordială în relațiile româno-sovietice.[59]
- Semnarea acordului de către România a constituit baza nevalidării actului de Unire al Sfatului Țării de către Rusia Sovietică, respectiv de către URSS, ulterior.[55] Printre argumentele justificative implicite ale Ultimatumului sovietic dat României în 1940, s-a aflat și nerespectarea de către România a evacuării Basarabiei în interval de două luni.[60]

## Interpretările

### Teza respingerii angajamentului de evacuare a Basarabiei
Interpretările acordului sunt contradictorii. Viciile existente în acord ar fi putut fi intenționate, iar de jure el nu ar fi putut avea valabilitate atât timp cât Republica Democratică Moldovenească și Ucraina erau state suverane și independente. Statul român nu ar fi putut să admită odată cu semnarea acordului evacuarea militară a teritoriului de peste Prut – care fusese ocupat din motive militare, într-un moment în care respectivele motive erau încă în vigoare. Admițând această retragere, ar fi considerat teritoriul basarabean ca teritoriu propriu al Sovietelor. De altfel, românii susțin că respectivele clauze au fost acceptate cu excepția celei privind evacuarea armatei.

Doctorul în drept Dumitru Th. Pârvu în 1944 a susținut acest punct de vedere, rezoluția pusă de Averescu pe document fiind următoarea:
„Toate condițiile sunt acceptate, cu excepția celei dintâi. Se va cere, chiar înainte de începerea negocierilor, punerea în libertate a supușilor români din Odessa”—Răspunsul președintelui Consiliului de Miniștri din România la propunerea RUMCEROD
Conform opiniei din 1933 a lui Frederic Nanu textul a cuprins în fapt „o greșeală de redactare datorată grabei”,[G] fiind ilogică păstrarea unei garnizoane avansate în Bender, în condițiile în care trupele amice s-ar fi retras în spate și ar fi lăsat comunicațiile la discreția bolșevicilor. Cu toate acestea însă conform acordului, trupele române ar fi urmat să asigure securitatea căilor de comunicații, ceea ce pune în discuție raționamentul lui Nanu. Suplimentar acesta a mai adus dovadă a refuzului lui Averescu de a accepta retragerea trupelor: telegrama trimisă de viitorul mareșal generalului Broșteanu, telegramă în care a fost precizat că „linia noastră de demarcație, dincolo de care nici măcar patrulele nu vor trece, va fi malul drept al Nistrului”. O teză asemănătoare este susținută de Petre Otu, ultimul biograf al lui Averescu.
Într-un duel parlamentar din 23 iunie/6 iulie 1918 din Camera Deputaților între Averescu și Constantin C. Arion – vicepremier și ministru de externe în guvernul Marghiloman, Arion a fost categoric:
„Ați respins numai prima condițiune, adică să se înceapă evacuarea cu Bender [...] atâta tot. [...] Basarabia se întorcea dar Rusiei. Așa de mulțumit a fost Racovski de acest răspuns semnat de dl. General Averescu, încât a solicitat imediat și a obținut adeziunea Rumcerodului de la Kiev. Consiliul Superior, toate sovietele aprobă pacea cu România, iscălită de generalul Averescu.”—C. C. Arion
cu toate că Averescu a susținut teza redactării inexacte, afirmând și că refuzul evacuării Benderului ar fi trebuit interpretat ca fiind un refuz de a evacua Basarabia.

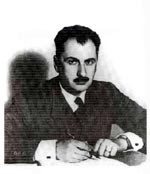
În opinia lui Ghe. I. Brătianu acordul a avut un caracter pur tehnic și nu a implicat nici o atitudine politică

În 1943 istoricul Gheorghe I. Brătianu a specificat că
„Acest acord pur tehnic nu implică de fapt nicio atitudine politică: România nu dorea să exercite nici o influență în afacerile Republicii Moldovenești și se mărginea la apărarea intereselor sale militare”—Brătianu Gh.I.; Basarabia. Drepturi naționale și istorice.; București; Editura Semne; 1995; p. 57

### Teza nulității „de jure” a acordului
Poziția diplomației române în ceea ce privește acordul este ilustrată prin următoarele luări de poziție:
- organizațiile revoluționare s-au dizolvat anterior perioadei de expirare stipulate în Acord
- cu excepția armistițiului propriu-zis, nici o altă clauză nu a fost pusă în practică
- acordul a fost doar de natură militară, nu și politică
- refuzând evacuarea Tighinei, guvernul român a refuzat implicit să evacueze Basarabia
- trupele române nu au intrat în Basarabia în scop anexionist, iar unirea s-a realizat prin ea însăși
- organizațiile revoluționare din Odesa nu au avut dreptul să facă o înțelegere în numele părților interesate [spre a se uni], care și-au exprimat clar atitudinea.

Ultima afirmație este susținută de asemenea de către profesorul universitar dr. Anton Moraru din Republica Moldova, care subliniază că Troțki, Rakovski și respectiv „Colegiului Suprem”
„n-aveau nici un drept juridic, național, politic, militar, social să discute problema Basarabiei fără Sfatul Țării, organul legitim suprem al Basarabiei independente. Populația Basarabiei nu i-a împuternicit pe alde Troțki și Rakovski să prezinte interesele ei în relațiile cu Rusia și România. Aceste relații erau discutate, aprobate de către Sfatul Țării, organul Suprem al Republicii Democratice Moldovenești.”—Problema românilor basarabeni în viziunea lui Lev Troțki și Kristian Rakovski în Literatura si Arta din 26 aprilie 2017
Istoricul basarabean  L. Pădureac este de părere că „înțelegerea» menționată nu a avut putere juridică”, nefiind ratificată nici de Parlamentul României, nici de Sovietul Suprem al Rusiei Sovietice.

### Teza asumării evacuării Basarabiei
Conform interpretării istoricului Wim P. van Meurs este mai probabilă acceptarea cererii sovietice atât timp cât jumătate din numărul original de 20.000 de soldați români ar fi putut rămâne pe loc. Pe de altă parte, Consiliul Suprem Autonom din Odesa a dorit să mențină o clauză teritorială pentru a o folosi în viitor, iar românii s-au temut că germanii îi vor forța să accepte clauze de pace și mai grele.
O poziție similară a exprimat academicianul Florin Constantiniu, care a afirmat că termenii acordului corespund viziunii proprii de politică externă a lui Averescu, care și-a exprimat rezerve în ceea ce privește oportunitatea unirii Basarabiei cu România, în acel moment.

#### Particularitățile unei concepții proprii de politică externă
Conform generalului:
- acesta nu a fost de acord cu trimiterea de către guvernul Ion I. C. Brătianu de trupe dincolo de Prut, deoarece aceasta urma să creeze dificultăți României atât la Petrograd, cât și la Viena sau Berlin.[65]
- înainte de încheierea Tratatului de Pace cu Puterile Centrale și aliații lor, Germania și Austro-Ungaria au sugerat României să ocupe Basarabia, ca o compensație pentru pierderea Dobrogei;[46] Averescu a refuzat respectivele sugestii și mai târziu în ședința parlamentului român din 23 iunie/6 iulie 1918, a specificat îndoiala sa în privința dreptului Puterilor Centrale de a da României Basarabia, pe care nu o stăpâneau nici de drept și nici de fapt.[65]
- Basarabia fiind la acel moment un teritoriu contaminat de bolșevism, includerea acesteia în hotarele statului ar fi urmat să creeze mari probleme interne;[46]  Conform lui Averescu ar fi trebuit așteptat ca[65]

„imposibilitatea realizării practice a utopiilor bolșevice să intre în conștiința masselor și atunci, când se va putea se va face alipirea prin voință proprie a Republicii la România”
- între România și Basarabia  existau la acel moment mari deosebiri de structură și organizare, care făceau ca încorporarea provinciei să fie dificilă:[46] aici se înfăptuise o largă reformă agrară, organizarea ecleziastică și a comerțului exterior erau altele și existau minorități.[66]
- dificultățile Rusiei aveau doar un caracter temporar.[46]

Momentul propice ar fi urmat să vină așadar după Averescu, doar după încheierea Tratatului de Pace și proclamarea unirii ar fi trebuit amânată în așteptarea unor condiții mai bune pentru alipirea provinciei la Regat.
„Rusia este bolnavă, incontestabil că este foarte bolnavă, dar Rusia nu a pierit și se va însănătoși. Noi, o putere mică, nu se cuvine să abuzăm de o stare de paralizie în care se găsește un vecin al nostru. Suntem înconjurați de bulgari, de unguri și de ruși. Nu avem nici un interes, din contră, ar fi o politică nechibzuită de a căuta să ne punem rău cu toții. Prin urmare fără motiv binecuvântat, nu ar trebui să provocăm o stare de lucruri care să aibă consecințe în relațiunile noastre viitoare cu Rusia.[H] [...] Cred că a fost prematură unirea Basarabiei cu Romînia, înaintea semnării Tratatului de Pace. Astăzi dacă s-ar fi făcut unirea, ar fi avut o altă valoare. Vă urez din suflet, să nu aibă nici o consecință.”—Alexandru Averescu
Printr-o formulă vagă și interpretabilă privind evacuarea Basarabiei, România ar fi beneficiat de un răgaz de 2 luni în care s-ar fi reglementat problemele basarabene, prezența Armatei Române între Prut și Nistru și unirea după semnarea Tratatului de Pace. În acest timp Regatul ar fi păstrat la est de Prut un nucleu al Armatei Române cu un efectiv de circa 10 000 de soldați, ar fi recuperat depozitele intacte și ar fi eliberat din captivitate parlamentarii, ofițerii și cetățenii români. Acest interval ar fi fost folosit de asemenea la crearea unor condiții care ar fi servit la acoperirea unirii cu toate formele legale și la recunoașterea acesteia, precum ar fi îndreptățit și speranțele păstrării unor relații bune cu Rusia de mai târziu.[I]
Chiar și după unire, Averescu și-a apărat poziția:
„- C. Arion:Aveați prin urmare, arma în mână: de ce ați lăsat-o să cadă ? Și nouă ni s-a vorbit de Basarabia și ni s-a spus: o puteți lua, mângâiați-vă cu dânsa. Așa a fost vorba d-lui Czernin către mine. Ar, spus: D-le conte, nu mângâie nimic durerea României; durerea rămâne aceeași. Basarabia e altă chestiune, e un drept al nostru. N-am primit astfel Basarabia, cum n-ați primit-o nici d-voastră îi compensațiune pentru Dobrogea, pentru munți. N-am primit compensațiunea, dar am primit Basarabia. D-voastră n-ați primi compensațiunea, dar n-ați primit nici Basarabia, aici stă toată diferența dintre noi, și este o diferență enormă.
- A. Averescu:Va fi fost o greșeală din partea mea că nu am profitat și nici nu am voit să fac unirea înainte de semnarea păcii. Greșeala aceasta o primesc, dar vă mărturisesc că acesta a fost și este încă punctul meu de vedere.”—Ședința Parlamentului României din 23 iunie/6 iulie 1918

#### Probleme de istorie contrafactuală
Indiferent de modalitatea de realizare a unirii însă, regimul de la Moscova tot ar fi contestat-o și ar fi profitat de orice ocazie pentru a reanexa interfluviul pruto-nistrean. Preocuparea particulară pentru aspectul legal al problemei l-a privat astfel pe Alexandru Averescu de a fi intrat în istorie ca unificator al provinciei sale natale.

### Poziția sovietică
Într-o telegramă din 28 februarie/13 martie 1918, Racovski le-a comunicat lui Lenin și lui Troțki faptul că România s-a angajat oficial să evacueze în etape Basarabia, urmând ca punctele evacuate să fie progresiv ocupate de trupele bolșevice. Această interpretare reiese și mai târziu din scrisorile pe care Racovski i le-a trimis în calitate de comisar adjunct al Afacerilor Externe și ambasador în 5 și 24 ianuarie 1924 către Litvinov. Partea sovietică a interpretat astfel în mod clar angajamentul guvernului român din răspunsul lui Averescu, de a evacua teritoriul dintre Prut și Nistru treptat cu excepția Benderului, rezervă acceptată de către sovietici.
Existența Acordului a fost ulterior mereu invocată de către sovietici și acesta s-a constituit într-unul dintre argumentele principale aduse de aceștia în favoarea pretențiilor lor asupra Basarabiei. Istoriografia rusă, atât cea sovietică cât și cea postsovietică susține că românii nu au respectat tratatul și au refuzat să evacueze provincia. Conform istoricilor ruși, căutând apoi o justificarea a faptului că trupele române au rămas în provincie, guvernul Regatului ar fi influențat Sfatul Țării să declare unirea cu România.
„Circumstanțele în care România a anexat Basarabia sunt bine cunoscute. Rusia, este de asemenea bine știut, nu a fost niciodată consultată în privința destinului fostei sale provincii. În martie 1918, premierul guvernului român, generalul Averescu, care acum este din nou la putere, a semnat un tratat cu prezentul autor, ca reprezentant al guvernului sovietic, obligând România să evacueze Basarabia în două luni. Profitând ulterior de faptul că germanii ocupaseră o parte a teritoriului nostru, și de sprijinul german din momentul în care generalul Mackensen ocupa România, și totodată de șovăiala aliaților în sprijinirea coaliției lor prin cedarea Basarabiei către România, românii s-au autoproclamat stăpânii Basarabiei.”—Racovski, Cristian; Politica externă a Rusiei Sovietice; Foreign Affairs, iulie 1926 (extras)
Conform viziunii actuale ruse, acordul a fost cel de-al doilea tratat internațional semnat de Rusia Sovietică[J] și primul cu o țară care se alăturase Antantei, prin care i s-a recunoscut calitatea de stat suveran.

### Tratarea temei în istoriografia română
Istoriografia românească nu a acordat o atenție deosebită respectivului acord. În România comunistă subiectul a fost scos din cărțile de istorie și majoritatea istoricilor perioadei care s-au referit la Basarabia fie l-au ignorat, fie l-au amintit doar în treacăt. Astfel în perioada anilor '40-50 ai secolului XX tăcerea a fost totală asupra chestiunii în cauză, pe fondul dependenței României de URSS, iar după 1964 acordul a fost trecut sub tăcere sau negat complet.
În istoriografia românească contemporană domină interpretarea că evacuarea trupelor române nu era clar și fără rezerve prevăzută, fiind stipulate teze ambigue. În mod surprinzător, textul original în limba română al acordului nu se mai găsește astăzi în arhivele diplomatice ale României. Conform istoricului Florin Constantiniu, există suspiciunea întemeiată că nici rușii nu mai au textul original al acestui acord.

## Note

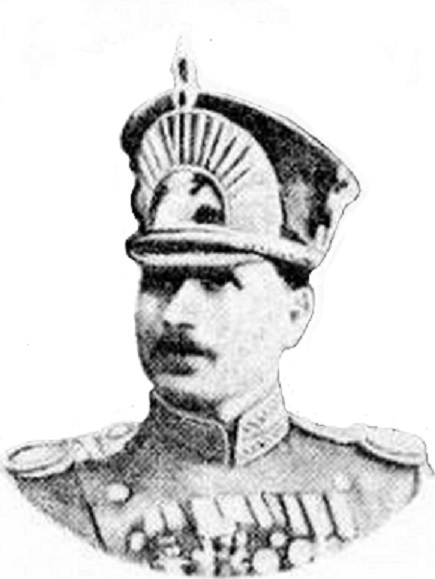
Mihial Artemievici Murariev a semnat în calitate de comandant al trupelor Republicii Sovietice Odesa, alături de ceilalți, răspunsul către guvernul român